# Rapimento alieno

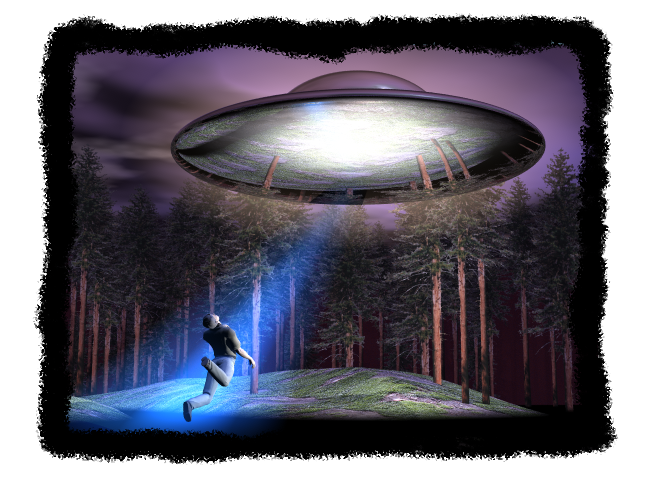
Schematizzazione di un rapimento alieno nell'immaginario collettivo

Un rapimento alieno (in inglese alien abduction) è il presunto sequestro di esseri umani da parte degli UFO o di esseri extraterrestri, ritenuto un fenomeno reale da alcuni sostenitori dell'ufologia. Numerose persone in tutto il mondo avrebbero sostenuto di essere state rapite da esseri alieni, e condotte a bordo di veicoli spaziali o in luoghi difficilmente accessibili, come basi militari sotterranee, dove affermano di avere subìto esami di tipo medico.

## Definizione e descrizione
Il fenomeno, detto anche incontro ravvicinato del quinto tipo secondo la classificazione Hynek, è stato descritto da chi sostiene di averlo vissuto come un'esperienza sovente invasiva e traumatica che ha come incipit il missing time, ossia un presunto blocco del tempo (non dimostrato scientificamente).
Gli scettici fanno rilevare che nessun rapimento alieno è stato osservato da testimoni indipendenti; anche nel caso di Travis Walton, che si può definire il più clamoroso, i compagni di lavoro non hanno visto il presunto rapito entrare nell'UFO. Le storie dei rapimenti si basano quindi essenzialmente sulle testimonianze dei cosiddetti "rapiti". Secondo tali testimonianze, gli esseri di presunta origine extraterrestre cancellerebbero apparentemente la memoria dell'evento nel soggetto "rapito" per un periodo di tempo spesso prolungato. Secondo alcune correnti dell'ufologia, la stessa memoria dell'evento potrebbe essere recuperata attraverso sedute di ipnosi regressiva, con la programmazione neurolinguistica e l'analisi grafologica – tecniche che tra l'altro non sono considerate scientifiche in ambito psicologico. Tra gli stessi ufologi non mancano però gli scettici, i quali si chiedono come mai una razza progredita di alieni riesca a cancellare il ricordo del rapimento dalla memoria cosciente e non anche dal subconscio.
Per psicologi e psichiatri, ci sarebbe una spiegazione più semplice e razionale al "vuoto temporale", ed ai temi tipici raccontati dai presunti "rapiti": l'esperienza del rapimento potrebbe in realtà ricondursi a un vissuto traumatico del soggetto, a sua volta oggetto di rimozione, che in questo caso prenderebbe la forma dissociativa ed allucinatoria del cosiddetto "vuoto temporale".
Il cosiddetto contattista si differenzia dall'addotto perché i suoi contatti con i presunti alieni non avverrebbero in modo coatto ma consensuale e perché, molto spesso, egli si dichiara latore di un messaggio di rinnovamento per l'umanità.
In alcuni casi, i sedicenti rapiti hanno mostrato delle cicatrici come prova del presunto rapimento subìto e di interventi chirurgici eseguiti dagli alieni. Gli scettici fanno però osservare che in questo caso la medicina aliena sarebbe paradossalmente meno progredita di quella umana, dato che oggi i chirurghi umani riescono ad eseguire molti interventi senza lasciare cicatrici apprezzabili; inoltre, alieni che vogliano tenere segreta la loro presenza starebbero attenti a non lasciarne segni visibili, come le cicatrici. Secondo altri scettici, non risulta che siano stati compilati referti sulla natura di tali cicatrici da parte di medici non appartenenti all'ambiente ufologico.
Secondo alcuni sostenitori del movimento ufologico/contattista, esisterebbero dei cosiddetti "impianti" (definiti anche microimpianti) estratti dal corpo dei soggetti che sostengono di essere stati rapiti. Uno di questi impianti sarebbe stato estratto dal corpo del cittadino statunitense Tim Cullen per opera del chirurgo Roger Leir, che ha collaborato con il ricercatore ufologico Derrel Sims; secondo Leir si tratterebbe di un oggetto dotato di un nucleo metallico, che misura 7 cm di lunghezza per 4 di larghezza, coperto da una membrana rosso-marrone dotata di molti recettori connessi alle terminazioni nervose, che sarebbe stato innestato nel corpo di Cullen in occasione di un incontro ravvicinato, con un UFO dal diametro di 30 metri, che egli stesso avrebbe avuto nel corso del 1978. È stato tuttavia obiettato che Leir in realtà non sarebbe un medico, ma un podologo abilitato ad effettuare piccoli interventi chirurgici ai piedi; è probabile pertanto che si trattasse di un semplice corpo estraneo penetrato casualmente in un piede. Gli scettici fanno inoltre notare che non risulta che siano stati pubblicati referti di analisi di tali impianti eseguite in laboratori scientifici da ricercatori estranei all'ambiente ufologico.
Secondo le tesi pseudoscientifiche di alcuni sostenitori delle teorie ufologiche e contattiste, questo tipo di "rapimenti" avrebbe scopi scientifici; ovvero, secondo loro, esseri di presunta origine extraterrestre avrebbero utilizzato cavie umane (o animali) per condurre esperimenti scientifici di natura non meglio precisata. Secondo David Icke, si tratterebbe di esperimenti genetici condotti con la complicità di militari terrestri. Su tali ipotesi, Carl Sagan ha osservato che esperimenti scientifici condotti nel modo raccontato dai presunti rapiti rivelerebbero una grande arretratezza in biologia, che sarebbe inconcepibile in una razza aliena così avanzata da effettuare lunghi viaggi spaziali. L'antropologo Thomas Bullard ritiene invece che i rapimenti avrebbero lo scopo di modificare la coscienza dei rapiti attraverso messaggi subliminali, in modo da favorire una positiva evoluzione dell'umanità. Lo psichiatra Richiard Boylan ha anche ipotizzato l'esistenza di falsi rapimenti alieni, condotti sotto la regia dei servizi segreti nell'ambito di esperimenti socio-psicologici.

## Casi principali nel mondo
Rimane materia di dibattito quale sia stato il primo caso presunto di abduction. L'ufologo Jerome Clark ha fatto notare che i presunti rapimenti alieni hanno ricevuto attenzione a partire dagli anni sessanta, ma storie simili sono state riferite anche in epoche precedenti; questi casi sono stati definiti da Clark "paleo-rapimenti alieni". Il 27 novembre 1896 il giornale di Stockton Evening Mail riportò la notizia che il colonnello H.G. Shaw, collaboratore del giornale, avrebbe incontrato in California insieme ad un suo amico, Camille Spooner, tre esseri alti più di due metri, con capelli lunghi; gli strani esseri avrebbero cercato di portare con la forza i due uomini sulla loro aeronave, ma senza riuscirci. Raymond W. Bernard ha raccontato che nel 1947 alcuni dischi volanti recanti svastiche avrebbero costretto l'ammiraglio Richard Evelyn Byrd, in volo sull'Antartide, ad atterrare in un'immensa area sotterranea abitata da esseri dall'accento tedesco simili ai cosiddetti "Nordici". Risalirebbe al 1953 il rapimento di due elettricisti (Karl Hunrath e Wilbur Wilkinson) scomparsi durante un volo sui cieli della California. Sarebbe avvenuto invece nel 1957 in Brasile, nello stato di Minas Gerais, il famoso caso del contadino Antonio Villas Boas. Nello stesso anno Reinhold O. Schmidt sarebbe stato prelevato nel Nebraska e portato in una base aliena artica.
Secondo alcuni ufologi, i primi addotti della storia in senso vero e proprio sarebbero stati i coniugi Hill, che sarebbero stati rapiti mentre tornavano da un viaggio in Canada nella notte fra il 19 e il 20 settembre 1961. Si noti che in un'enciclopedia del paranormale è riportato che, durante una regressione ipnotica, Barney Hill avrebbe definito "nazista" uno dei suoi presunti rapitori. John Fuller scrive un libro sul caso Hill, inserendo le testimonianze ottenute grazie alla cosiddetta "ipnosi regressiva". Nel 1967 un caso di presunto rapimento alieno ha coinvolto un sergente di polizia, Herbert Schirmer; il caso è stato esaminato dalla Commissione Condon con la collaborazione dello psicologo R. Leo Sprinkle. Un altro famoso caso di presunto rapimento alieno è il rapimento alieno di Pascagoula, che è avvenuto nel 1973 e ha coinvolto due operai, Charles Hickson e Calvin Parker.
Tra i casi più celebri vi è il presunto rapimento del taglialegna Travis Walton: dalla sua esperienza e dalle testimonianze raccolte è stato tratto anche il noto film di fantascienza Bagliori nel buio (Fire in the sky).
Il 5 novembre 1975 sette taglialegna dell'Arizona (USA), tornando verso le loro case con il camion, avrebbero visto una "strana" luce discoidale nel bosco. Travis Walton, che era tra loro, avvicinatosi, sarebbe stato colpito da un raggio di luce, mentre i suoi compagni fuggivano dalla paura.
Walton riapparve solo dopo cinque giorni, in stato confusionale, raccontando di essersi svegliato all'interno di una strana cella metallica disteso su un tavolo operatorio, e attorno a lui stavano tre esseri alti circa un metro; avrebbe cercato di scappare, ma sarebbe stato afferrato da altri "strani esseri" ben più alti, che dopo avergli applicato una maschera sul viso, lo avrebbero riaddormentato. Avrebbe sentito quegli esseri dire che non volevano affatto fargli del male, semmai solo studiare "gli strani abitanti del pianeta", tutto questo in perfetta lingua inglese.
Tra i casi più noti avvenuti successivamente vi sono il rapimento alieno di Allagash verificatosi nel 1976 in USA e il rapimento alieno di Emilcin, verificatosi nel 1978 in Polonia.
Il ricercatore ufologo Budd Hopkins negli anni ottanta scrisse alcuni libri che riportano numerose storie di statunitensi legate ad esperienze di abduction. Uno dei casi più noti descritti da Hopkins, riguarda Linda Cortile Napolitano, e vedrebbe come testimone un'importante figura della politica internazionale, che molti identificano in Javier Pérez de Cuéllar; sul caso aleggiano però diversi dubbi, tra cui le analogie con il racconto di fantascienza Nighteyes. Durante lo stesso decennio, Whitley Strieber scrive una sua biografia personale riguardante il suo rapimento, da cui è stato tratto il film Communion. Anche in questi casi si sono usate tecniche di ipnosi regressiva.
Indagini sui rapimenti alieni con l'uso della regressione ipnotica sono state effettuate anche da James Harder, docente universitario di ingegneria.
David Michael Jacobs, professore di storia alla Temple University, fu il primo a mettere in relazione con i progetti degli alieni le esperienze subite dai rapiti, sostenendo che gli alieni perseguissero un progetto ben preciso, esponendosi così alle critiche della comunità accademica americana.
John Edward Mack, docente di psichiatria ad Harvard, sostenne l'idea di Jacobs sull'autenticità dei rapimenti alieni, ma anche lui si attirò le critiche della comunità accademica, per cui nel 1993 fu insignito del Premio Ig Nobel insieme a Jacobs.
In Italia l'episodio più noto di presunto rapimento alieno, per quanto controverso, è quello dell'ex metronotte genovese Pier Fortunato Zanfretta, che sostiene di aver vissuto undici casi di questo tipo. Piuttosto noti anche i casi di Maurizio Cavallo e del genovese Valerio Lonzi.

## Parere della comunità scientifica
La comunità scientifica costituisce de facto il più grande detrattore del fenomeno dei rapimenti alieni, sostenendo l'impossibilità di verificare se le testimonianze di abduzione abbiano un riscontro reale oppure immaginario.
Dal punto di vista scientifico, dunque, non vi è alcuna prova che questi "rapimenti" siano realmente avvenuti. Solitamente la comunità accademica imputa il fenomeno (cioè la convinzione di essere stati rapiti da intelligenze extraterrestri) ad altre cause, generalmente di tipo psicologico e biochimico, e in alcuni casi psicopatologico. Alcuni "rapimenti" potrebbero essere spiegati con la paralisi nel sonno, altri con la creazione di falsi ricordi in un contesto di credenze già deliranti, altri ancora come illusioni ipnagogiche e allucinazioni ipnopompiche, altri, infine, come elaborate allucinazioni indotte dall'interazione elettromagnetica tra particolari fonti di energia elettrica e il complesso sistema neuro-elettrico del cervello umano.
Effettivamente la difficoltà nell'accettare per reali questi eventi sta tanto nelle tecniche quanto nella metodologia usate per identificarli. L'ipnosi regressiva, che nella teoria dei rapimenti alieni dovrebbe fornire la prova conclusiva dell'esistenza del rapimento stesso, per la quasi totalità degli scienziati non ha validità epistemica, perché può dimostrare, in linea di massima, che il soggetto non mente, ma non può determinare se si è trattato di un'esperienza reale o immaginaria. Anche la programmazione neurolinguistica è attualmente oggetto di molte critiche, sotto il profilo epistemologico, nell'ambito della psicologia ufficiale.
Chris French, psicologo, ha esaminato una ventina di persone convinte di essere state rapite dagli alieni ed ha rilevato in esse una tendenza alla fantasia, alle allucinazioni, alla dissociazione e alla credenza nel paranormale maggiore della norma. French è arrivato alla conclusione che non c'erano motivi per ritenere che quelle persone fossero state realmente rapite da extraterrestri.
Frederick Malmstrom, psicologo, sostiene che le descrizioni delle facce degli alieni riferite dalle persone che sostengono di essere state vittime di rapimenti sono molto simili al modo in cui un neonato vede il volto della madre. Quest'immagine resterebbe fissata nel subconscio e riemergerebbe nella fase di dormiveglia, in cui viene riferita la maggior parte delle esperienze di rapimento alieno, o anche durante la regressione ipnotica.
Alvin Lawson, professore di letteratura inglese alla California State University, ha condotto una ricerca sui rapimenti alieni insieme al medico William McCall, nel corso della quale un gruppo di volontari è stato sottoposto a ipnosi regressiva e invitato sotto ipnosi a immaginare un rapimento alieno. Le descrizioni dei rapimenti immaginari sono state molto simili a quelle di persone che ritengono di essere state rapite realmente. Lawson ha ipotizzato che le sensazioni legate al trauma della nascita affiorino durante l'ipnosi regressiva e vengano usate per costruire la storia di un rapimento alieno non avvenuto nella realtà.

## Mistificazioni deliberate
In alcuni casi, i racconti sui rapimenti alieni sono dichiaratamente frutto di mistificazioni deliberate.
Uno dei casi più noti è avvenuto nel 1979 in Francia, a Cergy-Pontoise. Tre giovani (Jean-Pierre Prèvost, Franck Fontaine e Salomon N'Diaye) avrebbero avvistato un UFO; mentre due di loro si allontanavano per prendere la macchina fotografica, gli alieni avrebbero rapito il terzo amico, rimasto da solo. Gli amici hanno denunciato la scomparsa alla polizia. Il giovane è sparito per alcuni giorni e al suo ritorno ha confermato di essere stato rapito dagli alieni. Tre anni più tardi, trascorso il termine legale della prescrizione, uno dei giovani, Jean-Pierre Prèvot, ha ammesso l'imbroglio con la seguente dichiarazione:
L'episodio è stato definito "una delle tre più grandi bugie della storia dell'ufologia".

## Narrativa
All'argomento sono stati dedicati, oltre a pretese autobiografie di "rapiti", numerose storie di fantascienza, tra le quali Playboy e il dio limaccioso (What Is This Thing Called Love?, 1961), racconto di Isaac Asimov dal sapore satirico sul tema.

## Filmografia

### Cinema
- UFO - Prendeteli vivi (UFO, 1974, regia di Bob Bell)
- Incontri ravvicinati del terzo tipo (Close Encounters of the Third Kind, 1977, regia di Steven Spielberg)
- Xtro - Attacco alla Terra (Xtro, 1982, regia di Harry Bromley Davenport)
- UFO Kidnapped (1983, regia di Geoffrey Darby e Roger Damon Price)
- Communion (1989 regia di Philippe Mora), basato su fatti accaduti allo scrittore Whitley Strieber
- UFO Abduction (1989, regia di Dean Alioto)
- Bagliori nel buio (Fire in the Sky, 1993, regia di Robert Lieberman), ispirato al rapimento di Travis Walton
- Ombre aliene (The Shadow Men, 1997, regia di Timothy Bond)
- Progeny - Il figlio degli alieni (Progeny, 1998, regia di Brian Yuzna)
- The Forgotten (2004, regia di Joseph Ruben)
- InvaXön - Alieni in Liguria (2004, regia di Massimo Morini e Enzo Pirrone)
- Altered - Paura dallo spazio profondo (Altered, 2006, regia di Eduardo Sánchez)
- Night Skies (2007, regia di Roy Knyrim), basato su eventi accaduti il 13 marzo 1997, nel sud-ovest degli Stati Uniti
- Il quarto tipo (The Fourth Kind, 2009 regia di Olatunde Osunsanmi), basato su eventi accaduti a Nome in Alaska nel 2000
- UFO Abduction (2009, regia di Tom Luong)
- Darkening Sky (2010, regia di Victor Bornia)
- 6 giorni sulla Terra (2011, regia di Varo Venturi), basato sulle ricerche del chimico Corrado Malanga
- Dark Skies - Oscure presenze (Dark Skies, 2013, regia di Scott Stewart)
- The Signal, regia di William Eubank (2014)
- Alien Abduction - Rapimenti alieni (Alien Abduction, 2014, regia di Matty Beckerman)
- Extraterrestrial (2014, regia di Colin Minihan)
- Ejecta (2014, regia di Chad Archibald e Matt Wiele)

### Televisione
- The UFO Incident (1975, regia di Richard Colla), film TV, basato sugli eventi accaduti ai coniugi Hill
- Extra (1976), serie TV, basata su un fatto accaduto a Pascagoula, Mississippi, nell'ottobre del 1973
- Intruders - Rapimenti alieni (Intruders, 1992, regia di Dan Curtis) film TV, basato sulla vita del dottor John Edward Mack
- Incontri ravvicinati (Official Denial, 1993, regia di Brian Trenchard-Smith), film TV
- Visitors of the Night (1995, regia di Jorge Montesi), film TV
- Alien Abduction: Incident in Lake County (1998, regia di Dean Alioto), film TV
- Taken (2002), serie TV